# Bondo (district)
Bondo is een Keniaans district. Het district telt 238.780 inwoners (1999) en heeft een bevolkingsdichtheid van 242 inw/km². Ongeveer 2,1% van de bevolking leeft onder de armoedegrens en ongeveer 71,0% van de huishoudens heeft beschikking over elektriciteit.